# Fabian Wrede (1694–1768)
Fabian Wrede af Elimä, född 8 april 1694 i Östergötlands län, död 17 februari 1768 på Fogelstad, var en svensk friherre och politiker.

## Biografi
Fabian Wrede var kapten i svenska armén. Han begärde 1719 avsked och gick därefter i holsteinsk tjänst och blev slutligen generalmajor. Senare trädde han som överste i svensk tjänst och var generalkommissarie under hattarnas ryska krig. Liksom sin bror Henrik Jacob Wrede var han trogen det holsteinska partiet och övergick senare till hattpartiet. Han satt i stora sekreta deputationen 1739 då den överlade om Fredrik I:s förhållande till Hedvig Taube, och hörde till relationens hårdaste kritiker. 1746–56 var Wrede riksråd och blev 1748 kommendör med stort kors av Svärdsorden och Serafimerriddare samma år.
Fabian Wrede var son till friherre Fabian Wrede (1654–1709). Han gifte sig 1 november 1715 i Östra Stenby med friherrinnan Katarina Charlotta Sparre (1687–1759). I äktenskapet föddes döttrarna Anna Beata Wrede af Elimä och Agneta Wrede af Elimä.